# Port-aux-Français
Port-aux-Français je francouzská vědecká základna na ostrově Grande Terre v distriktu Kerguelenovy ostrovy, které jsou součástí Francouzského jižního a antarktického území (TAAF).
Základna je situována v chráněné Morbihanské zátoce na 49° 21′ 0″ jižní šířky a 70° 13′ 8.4″ východní délky. V zimním období zde pobývá kolem padesáti vědců, v letním období se zpravidla počet vědeckých pracovníků zvyšuje.

## Situace

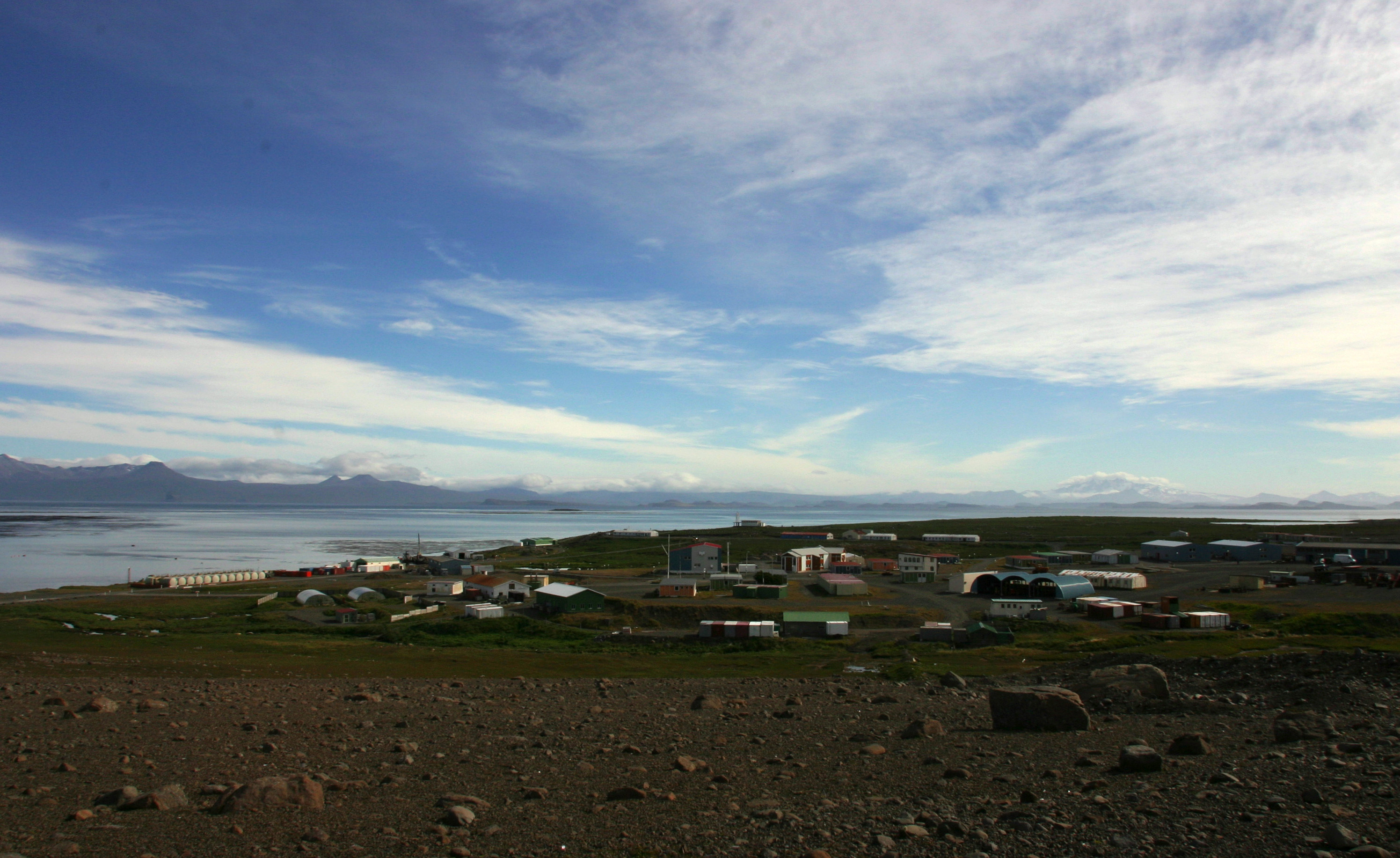
Port-aux-Français v roce 2004

Keguelenovy ostrovy se nacházejí v jižním cípu Indického oceánu, téměř až na hranici s Jižním oceánem. Jsou tvořeny asi 300 ostrovy, z nichž největší, Grande Terre má rozlohu 6675 km², čímž zabírá asi 92 % plochy celého souostroví. Nejbližší světadílem je Antarktida vzdálená přibližně 2000 km, Austrálie je pak ve vzdálenosti 4800 km. Nejbližším místem od Kerguelenových ostrovů jsou neobydlené ostrovy Heardův ostrov a McDonaldovy ostrovy ležící ve vzdálenosti 440 km. Tyto neobydlené ostrovy jsou již australským územím.
Na jihovýchodním pobřeží ostrova Grande Terre v zátoce Morbihan (Golfe du Morbihan), která je sice rozlehlá, ale plná několika větších a mnoha menších ostrůvků, je umístěna vědecká základna s názvem Port-aux-Français. Bližší umístění udávají koordináty 49° 21" jižní zeměpisné šířky a 70° 13" východní zeměpisné délky.
Přestože stanice se nachází v oblasti kde ještě oceán nezamrzá a v okolí neplují ledové kry, projevuje se zde blízkost antarktické konvergence, v nichž dochází v Západním příhonu k míšení studených vod Jižního moře s teplejšími vodami Indického oceánu. Průměrná letní teplota v blízkosti mořské hladiny je +7 a zimní +2 °C. Na celém ostrově bývá větrno, běžně zde vítr dosahuje rychlostí 50 km/h a při častých vichřicích 150 až 200 km/h. Mořská hladina je často rozbouřená. Téměř po 300 dnů v roce zde prší, padá sníh s deštěm nebo sněží, průměrná vlhkost vzduchu je zde dosahuje okolo 80%.

## Historie
Před závěrem druhé světové války vznesli spojenci návrh na zřízení meteorologické stanice pro monitorování zdejšího počasí, jako předpoklad jeho úspěšného předpovídání. Po konferenci Mezinárodní meteorologické organizace (IMO) v roce 1947 Francie přislíbila vytvořit zde trvalé pozorovací stanice, chtěla takto opět potvrdit svou svrchovanost nad touto oblastí.
Dne 11. prosince 1949 dorazila do zátoky Morbihan u poloostrova Courbet prvá průzkumná mise, které velel Pierre Sicaud. Začal pozemní průzkum, který měl za úkol vybrat vhodné místo na zřízení stanice. Ta měla být pokud možno chráněna před větry, s přístavištěm i s výhledem na zřízení letiště. Dne 16. prosince 1949 bylo rozhodnuto o  místě pro budoucí tábor, který dostal jméno Port-aux-Français. V pondělí 19. prosince začalá stavba stanů a chat, včetně stěhování rozhlasové a meteorologické stanice. Obě stanice byly v provozu od 1. ledna 1950 do 8. dubna 1950, kdy obsluha stanic dočasně odplula do Francie. Dne 3. ledna 1951 se Pierre Sicaud do Port-aux-Français vratil s novou posádkou. Od té doby je stanice v provozu nepřetržitě.

## Vědecká činnost

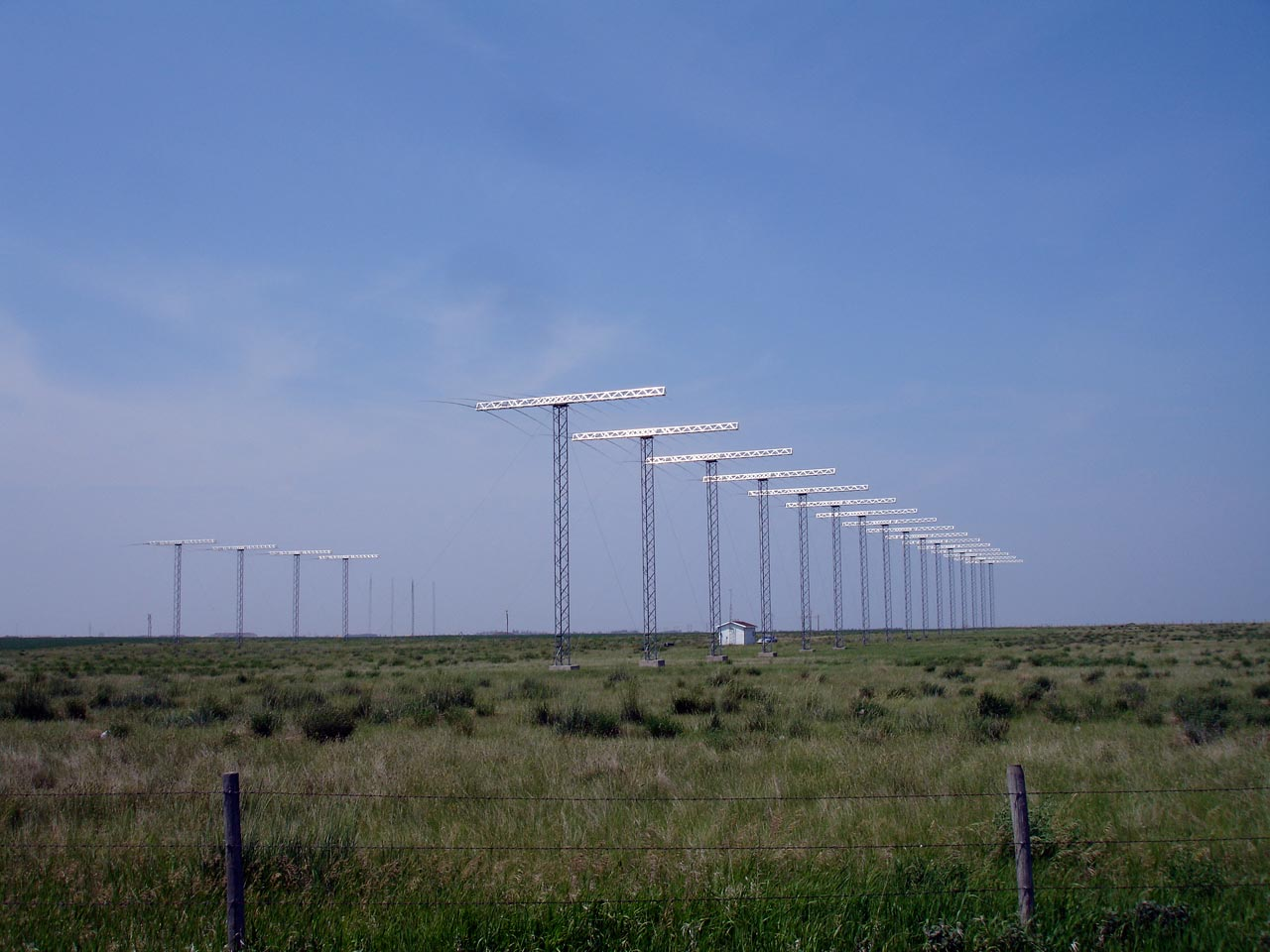
Obdobný radar pro měření dynamiky ionosféry je součásti základny

Zatěžkávací zkoušku stanice zažila při Mezinárodním geofyzikálním roku (IGY) v létech 1957 až 1958, kdy se plně zapojila do spolupráce vědeckých ústavů z více než 60 zemí. V současnosti zde probíhají mj. tyto základní výzkumné programy:
- Geofyzika – je zapojena do globální sítě seismických stanic Geoscope, měří změny geomagnetického pole a je napojena na celosvětovou síť Intermagnet, zjišťuje teplotu vzduchu, atmosférický tlak, výšku hladiny a teplotu mořské vody při přílivu a odlivu a její reakci na podmořské otřesy pro předvídání tsunami, sledování kosmického záření, nepřetržité sledování dynamiky ionosféry v programu SuperDARN, zdejší radar je spárován s japonským radarem umístěným na Syowa Base v Antarktidě.
- Ekologie, změny na životní prostředí – dlouhodobý monitoring ptačích populací a mořských savců hnízdících na ostrově, dopad současných klimatických změn na biodiverzitu a život suchozemských ekosystémů, hodnocení vlivu nových druhů živočichů a rostlin na změnu krajiny, studium mikrobiálních společenstev u vývěrů podzemních hydrotermálních pramenů, energetická strategie dravců při krmení v moři, vzájemná komunikace mezi jednotlivci v tisícihlavých ptačích hejnech.
- atmosférická chemie – studium atmosférického cyklu oxidů, výzkum troposférických aerosolů a vliv na okolní klima, kvantifikace role mořské soli a dopad na chemii atmosféry, je součásti světové sítě provádějící dlouhodobý monitoring skleníkových plynů.
- Kosmický program – monitoring vypouštěných družic a sond z francouzského kosmodromu u Kourou ve Francouzské Guyaně.

Základna se od svého vzniku soustavně rozšiřuje a modernizuje. Plocha vědecké základny zabírá okolo 9000 m². Kromě vlastních laboratoří, hvězdárny a technického zázemí je na stanici i kaple, nemocnice, sociální zázemí i sportovní centrum. Veškerá energie se získává z dieselagregátů. Na základně pobývá od 60 v zimě po 120 dobrovolných vědeckých i obslužných pracovníků v létě. Základna je zásobována 4x ročně víceúčelovou vědeckou lodí Marion Dufresne zajišťující spojení s Francii, dováží potraviny, novou techniku, jediný zdroj energie – naftu a zajišťuje i střídání posádek.